# Encinacorba
Encinacorba és un municipi de la província de Saragossa, situat a la comarca del Camp de Carinyena i que durant l'edat mitjana i fins al segle xix fou seu d'una comanda de l'orde de Sant Joan de Jerusalem enaquadrada a la Castellania d'Amposta.